# 16244 Brož
(16244) Brož, denumire internațională (16244) Broz, este un asteroid din centura principală de asteroizi.

## Descriere
16244 Brož este un asteroid din centura principală de asteroizi. A fost descoperit pe 4 aprilie 2000 la Stația Anderson Mesa în cadrul programului LONEOS. Asteroidul prezintă o orbită caracterizată de o semiaxă mare de 2,32 ua, o excentricitate de 0,26 și o înclinație de 3,8° în raport cu ecliptica.